# Telosma cordata

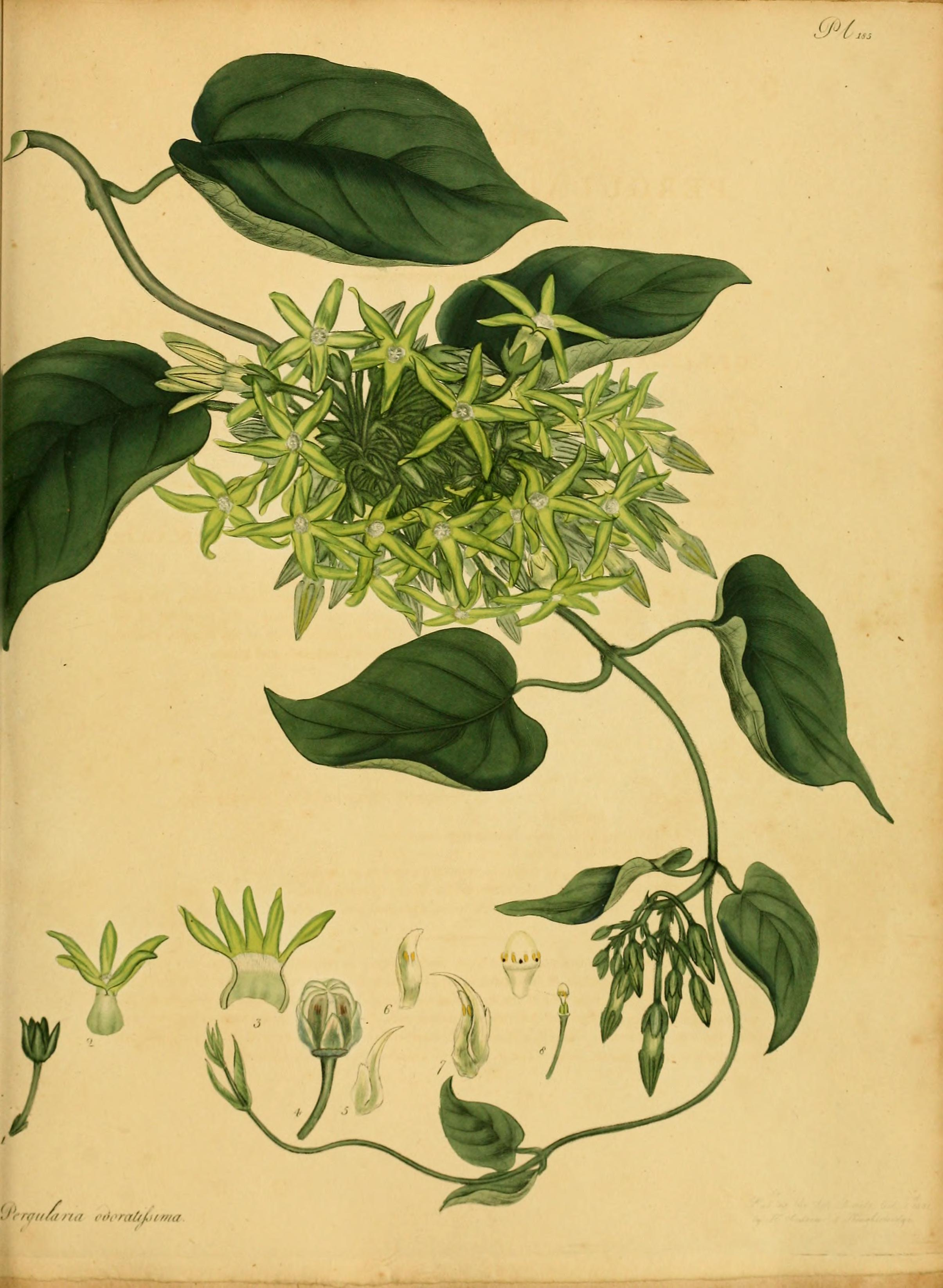
Illustration

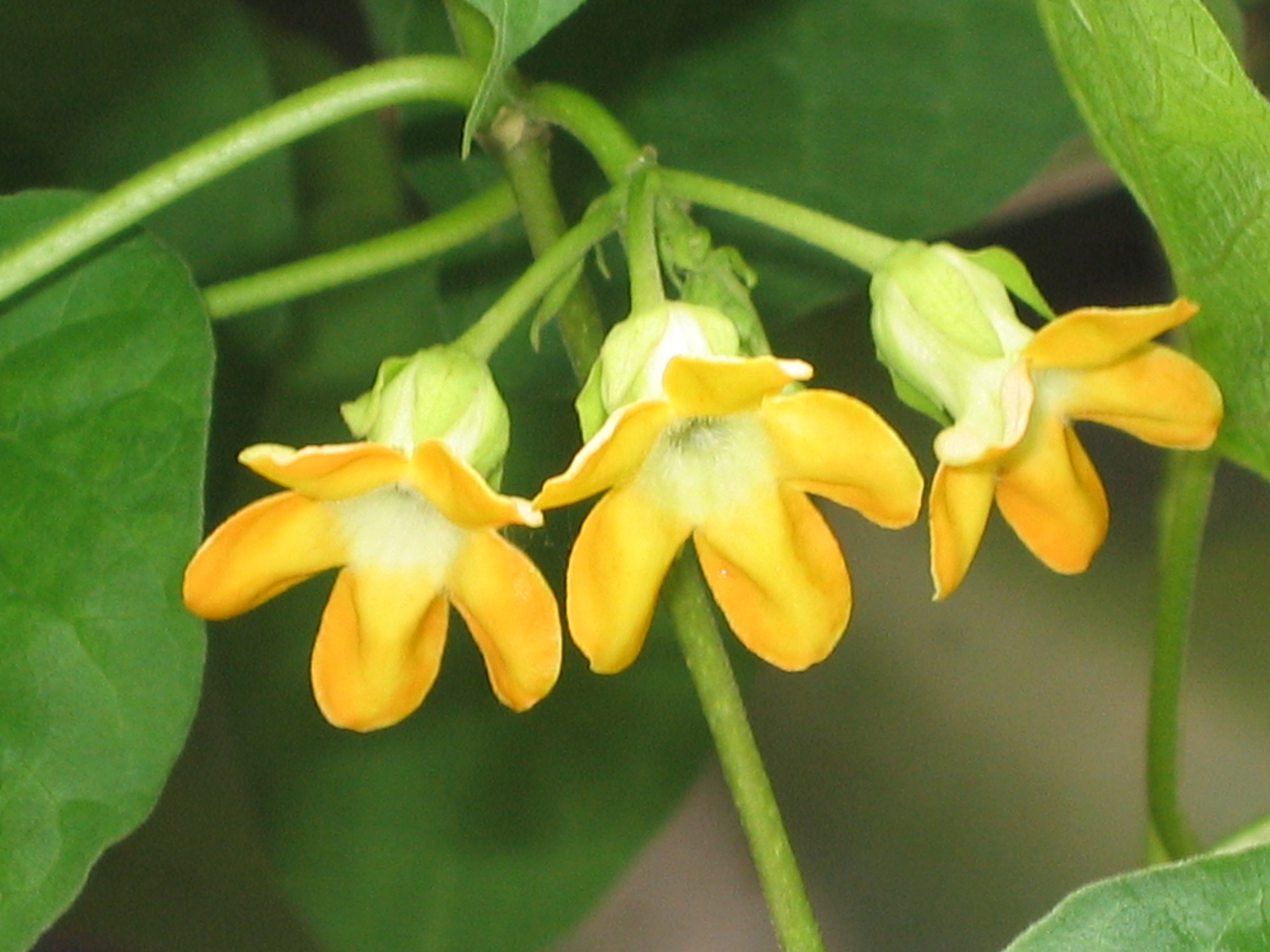
Blütenstand

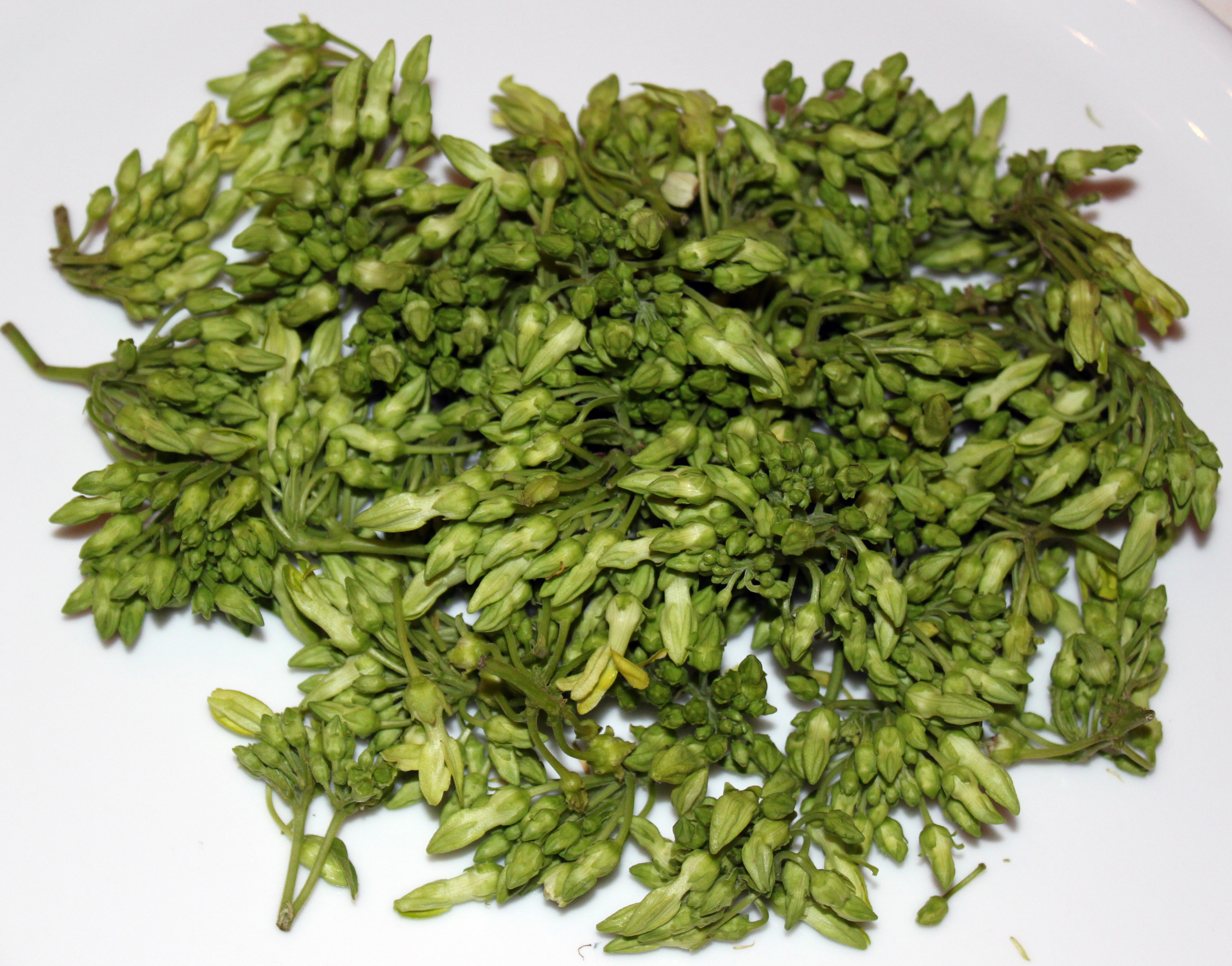
Blütenknospen als Gemüse

Telosma cordata ist eine Pflanzenart in der Unterfamilie der Seidenpflanzengewächse (Asclepiadoideae) innerhalb der Familie der Hundsgiftgewächse (Apocynaceae). Sie kommt in Pakistan, Indien im nördlicheren Südostasien sowie im südlichen China vor.

## Beschreibung
Telosma cordata wächst als immergrüne bis zu 10 Meter lange, verholzende Kletterpflanze mit schlanker, fast kahler, zylindrischer Sprossachse.
Die einfachen, gegenständigen Laubblätter sind gestielt, ganzrandig, bespitzt bis zugespitzt und herz- bis pfeilförmig. Der Blattstiel ist bis zu 5 Zentimeter lang und die Blätter sind bis 10–12 Zentimeter lang.
Die duftenden Blüten erscheinen achsel- oder nebenachselständig in mehr- bis vielblütigen, zymös-doldigen Blütenständen. Die zwittrigen, fünfzähligen, gestielten Blüten mit doppelter Blütenhülle sind grünlich-gelb. Die kurz verwachsenen, außen feinhaarigen Kelchblätter sind schmal-eiförmig und innen an der Basis sind Drüsen vorhanden. Die Krone ist stieltellerförmig, wobei die ausladenden, länglichen Lappen etwa so lang sind wie die am Schlund bärtige, bis etwa 1 Zentimeter lange Kronröhre. Es ist eine Nebenkrone vorhanden und die Staub- und Fruchtblätter sind in einem Gynostegium verwachsen.
Es werden kahle, ledrige, bräunlich-grüne und vielsamige, bis zu 7–13 Zentimeter lange, eilanzettliche Balgfrüchte gebildet. Die etwa 1 Zentimeter langen, flachen Samen mit dünnem, membranösem Rand besitzen auf einer Seite einen 3–4 Zentimeter langen Haarschopf.
Die Chromosomenzahl beträgt 2n = 22.

## Verwendung
Die Blüten und Knospen, junge Blätter und die Wurzeln werden als Nahrungsmittel genutzt.
Aus den Blüten kann ein ätherisches Öl gewonnen werden, welches zum Kochen als auch medizinisch verwendet wird.